# Lijst van nummer 1-hits in de Kink 40 in 2011
Deze hits stonden in 2011 op nummer 1 in de Kink 40:
| Datum        | Artiest           | Titel                                       |
| ------------ | ----------------- | ------------------------------------------- |
| 7 januari    | Arcade Fire       | Ready To Start                              |
| 14 januari   | Arcade Fire       | Ready To Start                              |
| 21 januari   | Neon Trees        | Animal                                      |
| 28 januari   | Neon Trees        | Animal                                      |
| 4 februari   | The Vaccines      | Wreckin' Bar (Ra Ra Ra)                     |
| 11 februari  | Dazzled Kid       | Embrace                                     |
| 18 februari  | Dazzled Kid       | Embrace                                     |
| 25 februari  | Crystal Fighters  | Plage                                       |
| 4 maart      | Crystal Fighters  | Plage                                       |
| 11 maart     | Foo Fighters      | Rope                                        |
| 18 maart     | Foo Fighters      | Rope                                        |
| 25 maart     | Mona              | Teenager                                    |
| 1 april      | Mona              | Teenager                                    |
| 8 april      | Morning Parade    | Under The Stars                             |
| 15 april     | Morning Parade    | Under The Stars                             |
| 22 april     | Young The Giant   | Apartment                                   |
| 29 april     | Young The Giant   | Apartment                                   |
| 6 mei        | Arctic Monkeys    | Don't sit down 'cause I've moved your chair |
| 13 mei       | Arctic Monkeys    | Don't sit down 'cause I've moved your chair |
| 20 mei       | Foo Fighters      | Walk                                        |
| 27 mei       | Foo Fighters      | Walk                                        |
| 3 juni       | Foo Fighters      | Walk                                        |
| 10 juni      | Foo Fighters      | Walk                                        |
| 17 juni      | Frank Turner      | Peggy Sang The Blues                        |
| 24 juni      | Frank Turner      | Peggy Sang The Blues                        |
| 1 juli       | Hard-Fi           | Good For Nothing                            |
| 8 juli       | Hard-Fi           | Good For Nothing                            |
| 15 juli      | Young the Giant   | My Body                                     |
| 22 juli      | Young the Giant   | My Body                                     |
| 29 juli      | The Kooks         | Junk of the Heart (Happy)                   |
| 5 augustus   | The Kooks         | Junk of the Heart (Happy)                   |
| 12 augustus  | dEUS              | Constant now                                |
| 19 augustus  | dEUS              | Constant now                                |
| 26 augustus  | dEUS              | Constant now                                |
| 2 september  | Cage the Elephant | Right before my eyes                        |
| 9 september  | Cage the Elephant | Right before my eyes                        |
| 16 september | Foo Fighters      | Arlandria                                   |

De Kink 40 van 16 september was de laatste lijst in verband met het stopzetten van Kink FM. Van 19 september tot en met 30 september 2011 zond Kink FM de Kink 1600 uit, samengesteld door de luisteraars. Per 1 oktober 2011 werd er definitief gestopt met de uitzendingen, op die dag bestond Kink FM precies 16 jaar.
- Nederland (Top 40)
- Nederland (Single Top 100)
- Nederland (3FM Mega Top 50)
- Nederland (iTunes Top 30)
- Nederland (Kink 40)
- Vlaanderen (Radio 2 Top 30)
- Vlaanderen (Ultratop 50)
- Vlaanderen (Top 30 van Ultratop)
- Vlaanderen (De Afrekening)
- Wallonië
- Australië
- Canada
- Denemarken
- Duitsland
- Finland
- Frankrijk
- Ierland
- Italië
- Luxemburg
- Nieuw-Zeeland
- Noorwegen
- Oostenrijk
- Polen
- Portugal
- Spanje
- Verenigd Koninkrijk
- Verenigde Staten (Hot 100)
- Zweden
- Zwitserland